# Glyphostoma scobina
Glyphostoma scobina é uma espécie de gastrópode do gênero Glyphostoma, pertencente a família Conidae.